# Chris Stuart-Clark
Chris Stuart-Clark ist ein britischer Theaterschauspieler. 
Stuart-Clark besuchte die Universität Cambridge und war Mitglied des angesehenen Cambridge University Footlights Club zur gleichen Zeit wie John Cleese, Graham Chapman, Tim Brooke-Taylor, Graeme Garden, Bill Oddie, David Hatch und Jonathan Lynn. Er war einer der ursprünglichen Besetzung der sehr erfolgreichen Revue A Clump of Plinths beim Edinburgh Fringe Festival mit John Cleese, Graham Chapman, Tim Brooke-Taylor, Bill Oddie, David Hatch und Jo Kendall, die später auch im West End in London unter dem neuen Titel Cambridge Circus gespielt wurde. Als Chris Stuart-Clarke das Comedy-Geschäft verließ, um Lehrer zu werden, wurde sein Platz in der Cambridge Circus-Revue von Jonathan Lynn übernommen, als die Revue auf Tour durch Neuseeland und an den Broadway ging.